# Liberty (Nebraska)
Liberty – wieś w Stanach Zjednoczonych, w stanie Nebraska, w hrabstwie Gage.